# لبابة الصغرى
لبابة الصغرى رضي الله عنها لبابة بنت الحارث بن حزن الهلالية العامرية من هوازن، وقيل: العَصْماء بنت الحارث بن حزن الهلاليّة، الشهيرة بـلبابة الصغرى، صحابية، من بنو هلال (بالوقت الحاضر قبيلة سبيع ) وأم خالد بن الوليد، وأخت أم المؤمنين ميمونة بنت الحارث، وكذلك أخت أم الفضل لبابة الكبرى، وأمها فاختة بنت عامر بن معتب بن مالك الثقفي، تزوجها الوليد بن المغيرة بن عبد الله بمكّة فولدت له خالد بن الوليد، ثم أسلمت بعد الهجرة، وبايعت رسول الله ﷺ.ولدت في الغالب سنة 575 للميلاد... وهي أقل من أختها لبابة الكبرى زوجة العباس بن عبد المطلب بعامين... والتي تسمى أم الفضل  